# Клятва в залі для гри у м'яч
48°48′04″ пн. ш. 2°07′26″ сх. д. / 48.801° пн. ш. 2.1238888888889° сх. д.

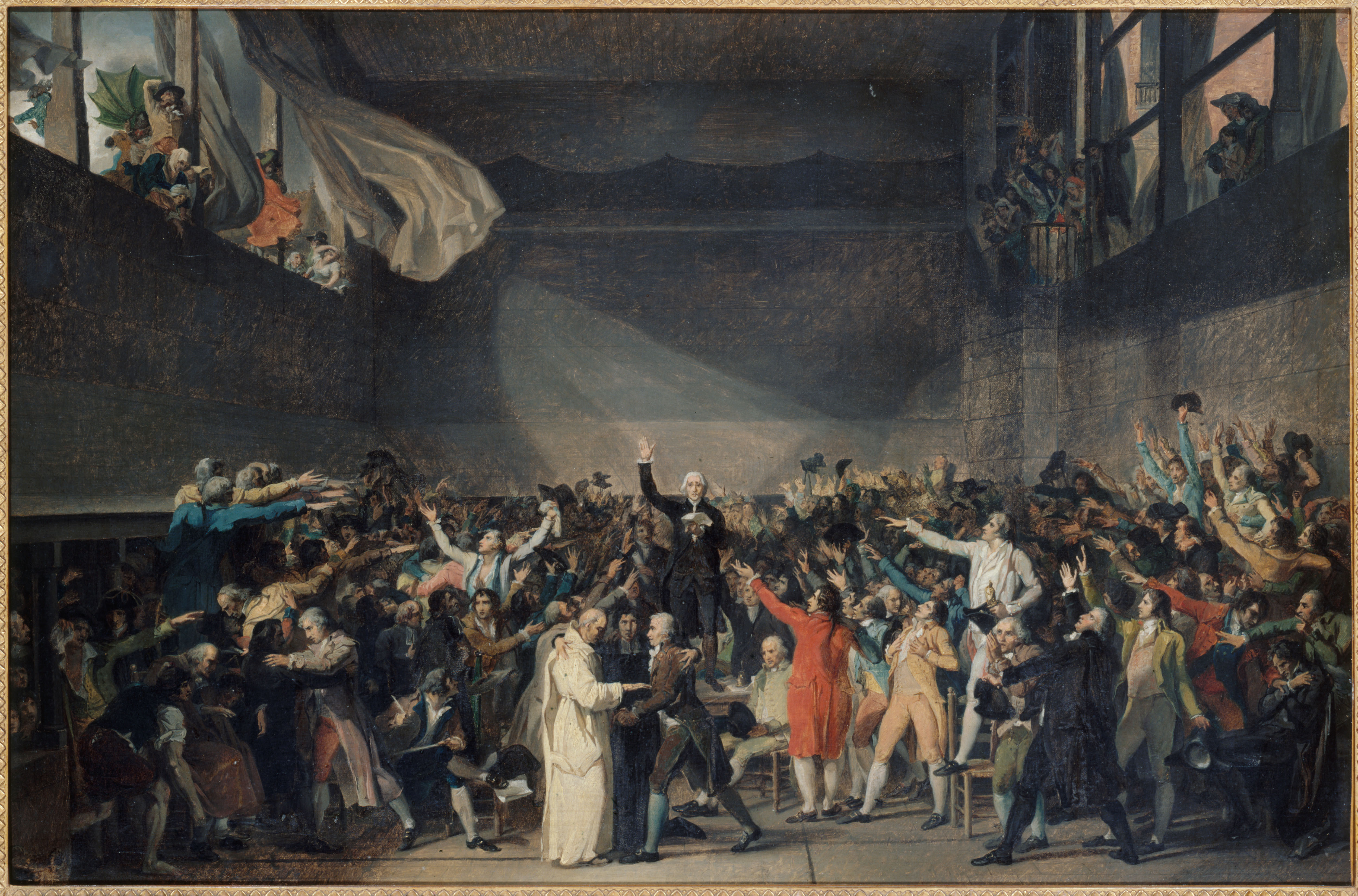
Ескіз Ж. Давіда до картини «Клятва в залі для гри у м'яч» роботи.

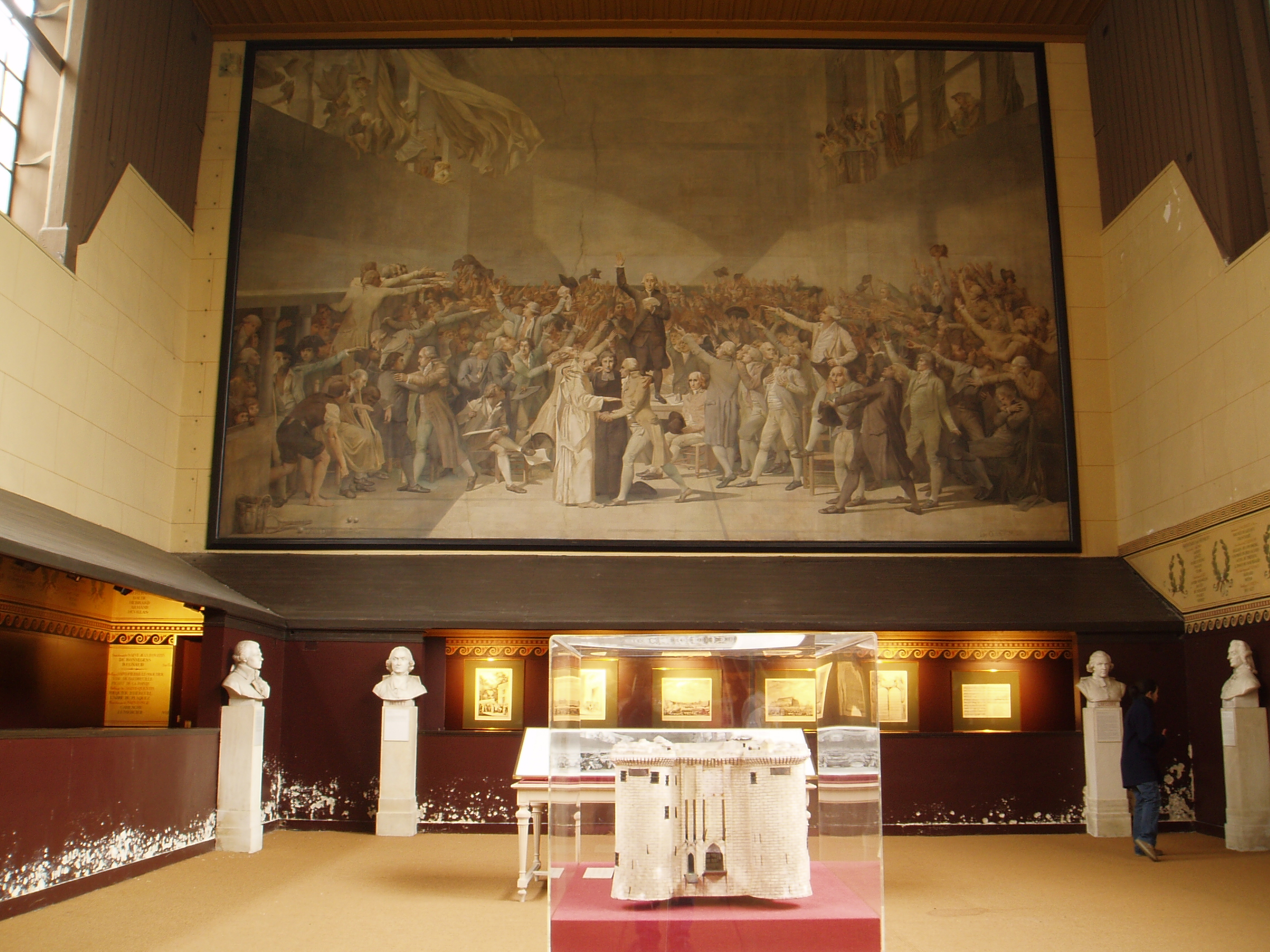
Сучасний вигляд Зали для гри у м'яч.

Клятва в залі для гри у м'яч (фр. Serment du jeu de paume) — поворотна подія в перші дні Великої французької революції. Клятва була підписана 576 з 577 депутатів третього стану 20 червня 1789 року в імпровізованій конференц-залі в приміщенні тенісного корту, поруч з Версальським палацом, після того, як депутатів не допустили на збори Генеральних штатів.

## Перебіг подій
5 травня 1789 року відбулось відкриття Генеральних штатів. В червні пройшли народні заворушення в Парижі, армія приєдналась до народу. 17 червня на Генеральних штатах найбільш радикальна група депутатів-представників третього стану на чолі з графом де Мірабо оголосила себе Національними зборами.
20 червня депутати прийшли до зали засідань і виявили, що двері зали зачинені і до них приставлена варта. Побоюючись початку репресій, того ж дня 577 депутатів третього стану зібрались в прилеглому залі для гри в же-де-пом, який належав братові короля. Там вони дали урочисту клятву не розходитися й збиратися всюди, де вимагатимуть обставини, до тих пір, поки не буде створена і затверджена на міцних підвалинах конституція королівства. За проголосували 576 з 577 присутніх депутатів. Єдиним, хто не підписав клятву став політик Йосип Мартін-Даух, який не вважав за потрібне виконувати рішення, не санкційовані королем. Текст клятви склав нотаріус Жан-Батіст Бевьє. 
Таким чином третій стан відкрито продемонстрував непокору волі Людовика XVI, який був у траурі за своїм старшим сином і за давньою традицією вважав будь-які громадські збори в цей час недоречними. Щоправда, мотиви заборони на зібрання депутатів в той час не були відомі. Відповідно до клятви, депутати продовжували збиратися щодня в залі для гри у м'яч, поки за вимогою короля до них не приєдналися представники дворянства і духовенства.
23 червня король відмовився визнати вимоги депутатів третього стану. У відповідь депутати третього стану прийняли рішення не розходитися. 9 липня Національні збори прийняли назву «Установчих». 12 липня відбулись перші зіткнення повсталого народу з королівськими військами на вулицях Парижа, а 14 липня 1789 року  —  штурм і взяття Бастилії.

## Полотно Давіда

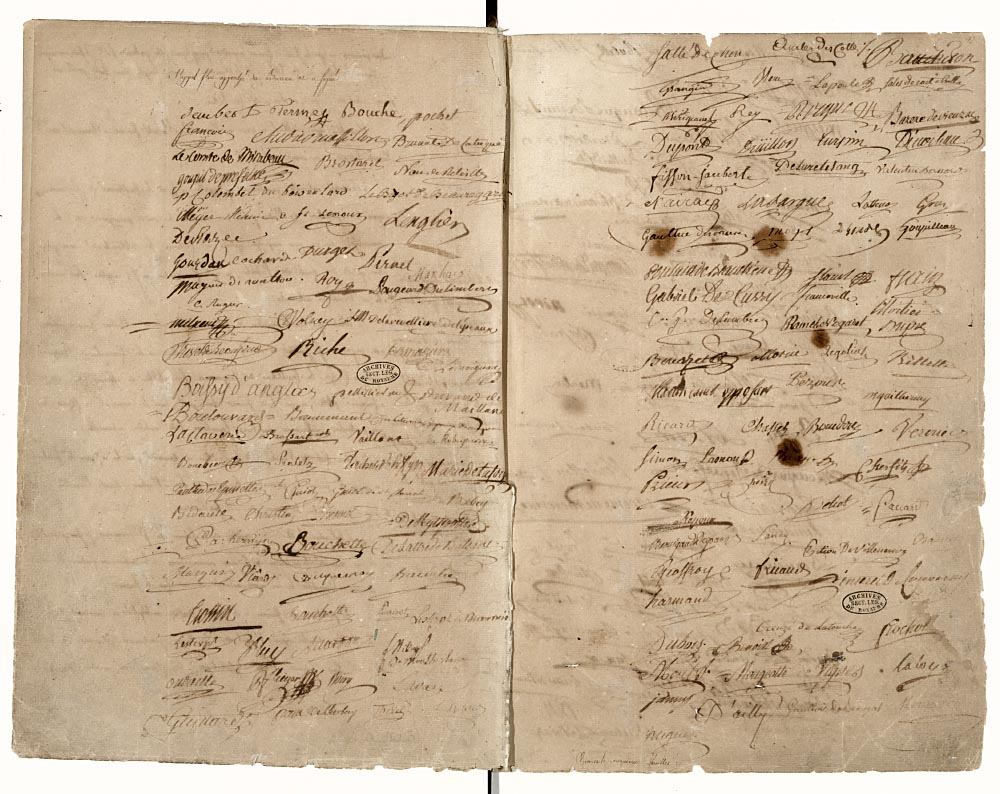

Наступного року Бертран Барер та Едмон Дюбуа де Кранс запропонували замовити Жаку-Луї Давіду, «художнику Революції», монументальне полотно із зображенням цієї знаменної події. Маючи намір намалювати на полотні розмірами 10 на 6 метрів сотні депутатів, Давід виконав безліч підготовчих портретних ескізів. Картина повинна була стати найбільш грандіозним проектом молодої республіки в царині мистецтва.
Однак, фінансування проекту швидко вичерпалося. Давід оголосив передплату на естампи з ескізами майбутньої картини, але вони також розходилися погано. Конвент відмовився фінансувати завершення робіт. У міру радикалізації революції багато з депутатів, які були зображені на полотні, були страчені і з героїв перетворилися на зрадників. Піддалася переоцінці й роль Мірабо. З цих причин Давід в 1794 році припинив працювати над полотном. Воно так і не було завершене.